# Oussama Al Aiz
Oussama Al Aiz (en arabe : أسامة العيز), né le 30 novembre 1999 à Tanger (Maroc), est un footballeur marocain évoluant au poste de défenseur central à l'IR Tanger.

## Biographie

### En club
Formé à l'IR Tanger, il fait ses débuts professionnels le 10 octobre 2020 sous la direction de Hicham Dmii en remplaçant Reda Mhannaoui à la 55e minute contre le Rapide Oued Zem (défaite, 5-3). En fin de cette saison, il reçoit sa première titularisation contre le Mouloudia d'Oujda, se terminant sur un score nul de 0-0.
En août 2022, il est victime d'une fracture du péroné lors de la pré-saison 2022-2023, l'éloignant des terrains durant un mois, avant que le joueur rechute pour le restant de la saison.
En août 2023, il prolonge son contrat avec l'IR Tanger de trois saisons (jusqu'en 2026),,. Il débute cette saison en tant qu'élément clé, mais est rapidement freiné par de multiples blessures, dont une fracture du péroné pour la deuxième fois d'affilée,, totalisant ainsi sa saison en seulement huit matchs joués.

### En sélection
En 2018, il reçoit sa première convocation avec l'équipe du Maroc -20 ans.
Plus tard, en juillet 2022, il reçoit sa première convocation avec l'équipe du Maroc olympique, sous la houlette du sélectionneur Hicham Dmii, dans le cadre des Jeux islamiques ayant lieu en Turquie,.

## Statistiques

### Statistiques détaillées
| Saison                | Club                  | Championnat           | Championnat | Championnat | Championnat | Coupe(s) nationale(s) | Coupe(s) nationale(s) | Coupe(s) nationale(s) | Compétition(s) continentale(s) | Compétition(s) continentale(s) | Compétition(s) continentale(s) | Compétition(s) continentale(s) | Maroc | Maroc | Maroc | Total | Total | Total |
| Saison                | Club                  | Division              | M.          | B.          | P.d.        | M.                    | B.                    | P.d.                  | Comp.                          | M.                             | B.                             | P.d.                           | M.    | B.    | P.d.  | M.    | B.    | P.d.  |
| 2019-2020             | IR Tanger             | Botola Pro            | 1           | 0           | 0           | -                     | -                     | -                     | -                              | -                              | -                              | -                              | -     | -     | -     | 1     | 0     | 0     |
| 2020-2021             | IR Tanger             | Botola Pro            | 7           | 0           | 1           | -                     | -                     | -                     | -                              | -                              | -                              | -                              | -     | -     | -     | 7     | 0     | 1     |
| 2021-2022             | IR Tanger             | Botola Pro            | 12          | 0           | 0           | -                     | -                     | -                     | -                              | -                              | -                              | -                              | -     | -     | -     | 12    | 0     | 0     |
| 2022-2023             | IR Tanger             | Botola Pro            | 3           | 0           | 0           | -                     | -                     | -                     | -                              | -                              | -                              | -                              | -     | -     | -     | 3     | 0     | 0     |
| 2023-2024             | IR Tanger             | Botola Pro            | 8           | 0           | 0           | -                     | -                     | -                     | -                              | -                              | -                              | -                              | -     | -     | -     | 8     | 0     | 0     |
| 2024-2025             | IR Tanger             | Botola Pro            | -           | -           | -           | -                     | -                     | -                     | -                              | -                              | -                              | -                              | -     | -     | -     | 0     | 0     | 0     |
| Sous-total            | Sous-total            | Sous-total            | 31          | 0           | 1           | -                     | -                     | -                     | -                              | -                              | -                              | -                              | -     | -     | -     | 31    | 0     | 1     |
| Total sur la carrière | Total sur la carrière | Total sur la carrière | 31          | 0           | 1           | -                     | -                     | -                     | -                              | -                              | -                              | -                              | 0     | 0     | 0     | 31    | 0     | 1     |